# Jamie Foxx
Eric Marlon Bishop, poklicno znan tudi kot Jamie Foxx, ameriški filmski igralec, komik, pevec in tekstopisec, * 13. december 1967 Terrel, Texas, ZDA.
Znan je po svojih vlogah v filmih Ray, Django brez okovov, Državljan nevarnih namer, Kako se znebiti šefa?, Solist ter kot zlobnež Elektro v filmih Neverjetni Spider-Man 2 in Spider-Man: Ni poti domov. 
Vodil je tudi svojo televizijsko oddajo, The Jamie Foxx Show.